# Koutský potok (přítok Kamenice)
Koutský potok je menší vodní tok v Děčínské vrchovině na území NP České Švýcarsko, pravostranný přítok Kamenice v okrese Děčín v Ústeckém kraji. Délka toku měří 2 km, plocha povodí činí 5,63 km².

## Průběh toku
Potok pramení severně od Vysoké Lípy, části Jetřichovic, pod zaniklým skalním hradem Šaunštejn a Malou Pravčickou branou v nadmořské výšce 260 metrů. Potok teče západním směrem a podtéká Vysoký most na cestě spojující Vysokou Lípu s Mezní Loukou. Potok protéká úzkými skalními soutěskami, v Divoké soutěsce zprava přijímá bezejmenný potok. Východně od Mezné se Koutský potok zprava vlévá do Kamenice v nadmořské výšce 165 metrů.